# Юрманка

Юрманка (Верховка) — река в России, протекает в Галичском районе Костромской области. Устье реки находится в 34,8 км по левому берегу реки Ноля. Длина реки составляет 10 км.
Исток реки у деревни Репниково в 20 км к северо-западу от Галича. Река течёт на северо-восток, протекает деревни Харпаево, Шубышево, Алешутино. Крупнейший приток — Верховка (правый). Впадает в Нолю ниже села Емельяново.

## Данные водного реестра
По данным государственного водного реестра России относится к Верхневолжскому бассейновому округу, водохозяйственный участок реки — Кострома от истока до водомерного поста у деревни Исады, речной подбассейн реки — Волга ниже Рыбинского водохранилища до впадения Оки. Речной бассейн реки — (Верхняя) Волга до Куйбышевского водохранилища (без бассейна Оки).
По данным геоинформационной системы водохозяйственного районирования территории РФ, подготовленной Федеральным агентством водных ресурсов:
- Код водного объекта в государственном водном реестре — 08010300112110000012281
- Код по гидрологической изученности (ГИ) — 110001228
- Код бассейна — 08.01.03.001
- Номер тома по ГИ — 10
- Выпуск по ГИ — 0